# One Last Kiss
One Last Kiss è un extended play della cantautrice statunitense Hikaru Utada, pubblicato negli Stati Uniti il 9 marzo 2021 per la promozione del film d'animazione giapponese Evangelion: 3.0 + 1.0 Thrice Upon a Time nel periodo di uscita di quest'ultimo. Contiene sia tutte le sigle precedentemente pubblicate che sono state realizzate per la serie di film Rebuild of Evangelion sia la sigla One Last Kiss, che è stata coprodotta da A.G. Cook e pubblicata insieme al film il 10 marzo 2021.
Commercialmente, l'EP ha debuttato al secondo posto della Oricon Albums Chart e al primo posto della classifica combinata degli album Oricon fisici e digitali, nonché della classifica Billboard Japan Hot Albums.

## Contesto e storia
Beautiful World ha debuttato alla radio ed è stato pubblicato come suoneria il 23 luglio 2007, e successivamente come singolo fisico il 29 agosto 2007. All'inizio di settembre, Utada ha eseguito la canzone in molti programmi di intrattenimento musicale in Giappone: al Count Down TV la notte del 1º settembre,  all'Hey! Hey! Hey! Music Champ il 3 settembre e all'Utaban il 6 settembre e sia al Music Station che al Music Fighter il 7 settembre. Beautiful World è stato eseguito durante la serie di concerti in due date di Utada Wild Life nel dicembre 2010.
Nel 2009, la canzone è stata riarrangiata da Russel McNamara per il secondo film della serie Rebuild of Evangelion, come Beautiful World (Planitb Acoustica Mix). È stato reso disponibile come download digitale il 28 giugno 2009. La canzone ebbe un successo commerciale, raggiungendo il numero 8 della Billboard Japan Hot 100. È apparso per la prima volta come traccia finale del loro secondo album compilation Single Collection Vol. 2 di Utada Hikaru.
Utada ha scritto Sakura Nagashi su espresso interesse dello staff per la serie di film Evangelion. Sebbene all'epoca fosse in pausa, Utada scrisse e compose la canzone a causa del loro apprezzamento per la serie di film; avevano anche composto i temi dei due precedenti film di Evangelion. Sakura Nagashi è una canzone J-pop/piano rock, composta da pianoforte e archi, e nell'ultima parte della canzone batteria, chitarra e sintetizzatori. È stato scritto da Utada e dal cantautore britannico Paul Carter.

## Traccia del titolo e uscita
One Last Kiss è stato scritto e composto da Utada e prodotto da lei e dal produttore inglese di PC Music A. G. Cook. Il video musicale della canzone è stato diretto da Hideaki Anno, regista di Neon Genesis Evangelion, dando uno sguardo alla vita personale di Utada nel Regno Unito. I critici hanno notato che il tono agrodolce della canzone ricorda molto dei loro primi lavori come Ultra Blue e Heart Station.
Il 9 marzo 2021, è stato rivelato che One Last Kiss avrebbe ricevuto una distribuzione fisica a livello internazionale. Questo è stato organizzato a causa della grande domanda dall'estero. La copertina presenta il personaggio Asuka della serie di film. È stato pubblicato in 4 versioni: 3 versioni nordamericane distribuite il 20 agosto e una versione europea resa disponibile il 22 ottobre.

## Tracce
1. One Last Kiss – 4:12
2. Beautiful World (Da Capo Version) – 5:58
3. Beautiful World – 5:17
4. Beautiful World (Planitb Acoustica Mix) – 5:12
5. Sakura nagashi (桜流し?) – 4:42
6. Fly Me to the Moon (2007 mix) – 3:26
7. One Last Kiss (instrumental) – 4:12
8. Beautiful World (Da Capo Instrumental Version) – 5:57

Durata totale: 38:56

## Classifiche

### Classifiche settimanali
| Classifica (2023) | Posizione massima |
| ----------------- | ----------------- |
| Francia           | 112               |
| Giappone          | 1                 |